# Parlement van Groot-Brittannië
Het parlement van Groot-Brittannië werd opgericht in 1707 ten gevolge van de ratificatie van de Acts of Union, zowel door het parlement van Engeland als het parlement van Schotland. De Acts creëerden een nieuw verenigd koninkrijk Groot-Brittannië en gaven gevolg aan de ontbinding van de afzonderlijke Engelse en Schotse parlementaire vergaderingen. Dit leidde tot de oprichting van één enkel parlement op de plaats waar voorheen het Engelse parlement gevestigd was, namelijk in het Paleis van Westminster in Londen. Deze wetgevende assemblee functioneerde bijna een eeuw lang totdat in 1800 de Act of Union aanleiding gaf tot de samenvoeging van de afzonderlijke Britse en Ierse parlementen ter vorming van het Parlement van het Verenigd Koninkrijk. 

## Oorsprong

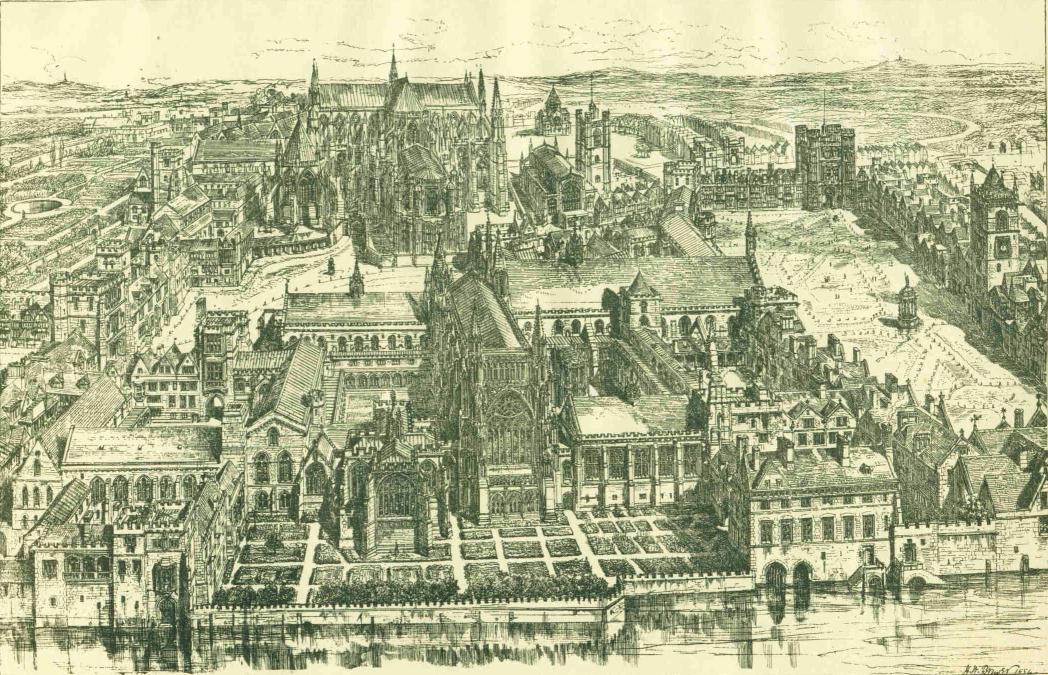
Palace of Westminster in de Londense wijk Westminster

In 1707 werd het parlement opgericht met de Act of Union. Slechts na de bestijging van de troon door George I van Groot-Brittannië van het Huis Hannover in 1714 begon te macht van de soeverein zich te verplaatsen. George I was een Duitse heerser, beheerste het Engels weinig en had de voorkeur om zijn aandacht te richten tot zijn dominions op het continentale Europa. Vandaar dat hij de macht in handen legde van een groep ministers, voornamelijk bij Robert Walpole. George III van het Verenigd Koninkrijk ijverde voor het herstel van de koninklijke heerschappij, maar tegen het einde van zijn regeerperiode raakte de positie van de ministers sterk verankerd in de samenleving. De ministers werden op hun beurt ook meer afhankelijk van het parlement om steun te verwerven. 
Tegen het einde van de achttiende eeuw had de monarch nog steeds een niet verwaarloosbare invloed op het parlement. Deze laatste werd op haar beurt nog eens gedomineerd door de Engelse aristocratie en patronaat. De kandidaten voor het Britse Lagerhuis behoorden tot de Whigs of de Tories, maar eenmaal ze verkozen werden vormden ze eerder veranderlijke belangencoalities in plaats van afzonderlijke partijen. Bij algemene verkiezingen werd het stemrecht beperkt tot eigenaars in verouderde kieskringen die het groeiende belang van industriële steden of demografische verschuivingen niet weerspiegelden. Dit terwijl grote steden niet vertegenwoordigd bleven. Hervormers zoals William Beckford en radicalen zoals John Wilkes eisten een verandering in het systeem. In 1780 werd een hervormingsontwerp opgesteld door Charles James Fox en Thomas Brand Hollis dat naar voren werd gebracht door een subcomité van de kiezers van Westminster. Hierin stonden de zes eisen die later aangenomen werden door Chartisten.
De Amerikaanse Onafhankelijkheidsoorlog werd tot een einde gebracht in een vernederende nederlaag van een politiek dat George III van Groot-Brittannië nog sterk had verdedigd. In maart 1782 werd de koning gedwongen om een regering onder leiding van zijn tegenstanders aan te duiden die ijverde naar een beteugeling van de koninklijke heerschappij. In november 1783 greep hij de kans en maakte gebruik van zijn invloed in het Britse Hogerhuis om een wet voor de hervorming van de British East India Company neer te slaan, de regering te ontslaan en vervolgens William Pitt de Jongere aan te duiden als eerste minister. Pitt had voorheen al gewild dat het parlement zichzelf zou hervormen, maar hij eiste niet lang voor zulke hervormingen die de koning niet wenste. De voorstellen die Pitt deed in april 1785 voor de herverdeling van de zetels van de rotten boroughs (verrotte heerlijkheden) aan Londen. De graafschappen werden in het Lagerhuis verslagen met 248 stemmen tegen 174.
In het kielzog van de Franse Revolutie van 1789 ontstonden radicale organisaties zoals de London Corresponding Society om te streven naar hervormingen. Op het moment dat de napoleontische oorlogen zich verder ontwikkelden nam de regering strenge maatregelen tegen de gevreesde binnenlandse onrust. Zo kon de vooruitgang richting hervormingen worden uitgesteld.

## Parlement van het Verenigd Koninkrijk
In 1801 werd het Parlement van het Verenigd Koninkrijk opgericht toen het koninkrijk Groot-Brittannië samensmolt met het koninkrijk Ierland ter vorming van het Verenigd Koninkrijk van Groot-Brittannië en Ierland met de Act of Union van 1800.